# Arthur Schnitzler
Arthur Schnitzler (n. 15 mai 1862, Viena, Imperiul Austriac – d. 21 octombrie 1931, Viena, Republica Austriacă) a fost un scriitor și dramaturg austriac, precum și cel mai important reprezentant al Modernității vieneze.

## Biografia
Arthur Schnitzler, fiul unui proeminent medic laringolog evreu, Johann Schnitzler, și al fiicei doctorului vienez Philipp Markbreiter, Luise Markbreiter, s-a născut la Viena, pe Praterstraße 16, Leopoldstadt. Viena era pe atunci capitala Imperiului Austro-Ungar. Și-a început studiile în medicină la Universitatea din Viena în 1879. Își obține titlul de doctor în medicină în 1885 și profesează la Spitalul General din Viena (Allgemeines Krankenhaus der Stadt Wien, AKH), apoi la o policlinică al cărei director era tatăl său, dar abandonează medicina pentru a se dedica scrisului.
Operele sale a fost adesea controversate, atât datorită francheței în descrierea sexualității (într-o scrisoare către Schnitzler, Sigmund Freud mărturisea chiar : "Am impresia că dumneata ai dobândit în mod intuitiv - ca rezultat al unei introspecții - tot ceea ce eu a trebuit să descopăr printr-o muncă laborioasă asupra altor persoane") cât și pentru pozițiile sale ferme împotriva antisemitismului, în scrieri precum piesa de teatru Professor Bernhardi (Profesorul Bernhardi) și Der Weg ins Freie (Drum deschis). Cu toate acestea, chiar dacă Schnitzler era el însuși evreu, doar puține personaje sunt clar identificate drept evrei în opera sa, așa cum este cazul profesorului Bernhardi sau a Domnișoarei Elsa.
Schnitzler a fost catalogat drept pornograf după apariția piesei Reigen [Hora iubirilor], un ciclu de 10 dialoguri în care zece cupluri, aparținând diverselor pături sociale, sunt puse în scenă dezvăluindu-și impresiile și sentimentele înainte și după actul sexual, piesa debutând și încheindu-se cu o prostituată. Scandalul iscat de această piesă de teatru a primit din partea criticilor o avalanșă de invective profund antisemite . Scrierile lui Schnitzler vor fi calificate mai târziu de Adolf Hitler ca fiind "obscenități evreiești". Reigen a fost transpus în 1950 în limba franceză într-un film al regizorului de origine germană Max Ophüls, sub titlul La Ronde. Filmul s-a bucurat de un succes considerabil în lumea anglofonă, astfel încât piesa lui Schnitzler este mai cunoscută astăzi sub titlul francez dat de Ophüls.
În nuvela Fräulein Else (Domnișoara Elsa, 1924), Schnitzler poate a dorit să dea replica lui Otto Weininger (1903) în ceea ce privește caracterul evreiesc, punând în lumină sexualitatea unei tinere evreice. Povestirea, sub forma monologului interior al unei tinere femei aristocrate, dezvăluie o dilemă morală care se termină printr-o tragedie.
Într-un interviu în care era întrebat despre ceea ce ar avea de spus criticilor care consideră că mai toate operele sale tratează aceleași subiecte, Schnitzler răspundea : "Scriu despre dragoste și despre moarte. Ce alte subiecte există?". Fapt este că Schnitzler nu a ezitat niciodată să abordeze tema dragostei mai curând ca pe o farsă sexuală în piesele sale, având chiar o aventură cu una din actrițe, Adele Sandrock. Piesa Professor Bernhardi, în care un doctor evreu refuză serviciile unui preot catolic pentru a evita ca o pacientă să-și dea seama că este pe punctul de a muri, este de altfel singura lucrare dramatică din care tematica sexuală este absentă.
Membru al grupării de avangardă Jung Wien (Tânăra Vienă), Schnitzler a transgresat convențiile atât formale cât și sociale. Cu scurta povestire din 1900, Lieutenant Gustl (Locotenentul Gustl), este primul scriitor de limbă germană care a folosit într-o ficțiune genul monologului interior (germ. Bewusstseinsstrom, engl. stream-of-counsciousness) într-o narațiune, înaintea lui James Joyce. Povestirea zugrăvește un portret deloc măgulitor al protagonistului și al obsesivului cod militar formal al onoarei. Îi va aduce lui Schnitzler degradarea din corpul medical al ofițerilor în rezervă — ceea ce poate fi considerat în strânsă legătură cu creșterea antisemitismului din acea vreme.
S-a specializat ulterior în nuvele și piese de teatru într-un singur act. Prin povestioarele fin Die grüne Krawatte (Cravata verde) s-a dovedit a fi unul din maeștrii microficțiunii. Nuvela cu accente suprarealiste Traumnovelle [Nuvela visului] va inspira peste ani filmul Cu ochii larg închiși(titlul original: Eyes Wide Shut) (1999), realizat de Stanley Kubrick. 
A scris însă și romane de lungă respirație, precum Der Weg ins Freie (Drum deschis), având ca subiect un tânăr compozitor, Georg con Wergenthin, talentat dar nu prea motivat, în care autorul face de fapt bilanțul tinereții sale de artist dandy și de om afemeiat pe care o va povesti cu franchețe în Memoriile sale (Jugend in Wien, O tinerețe vieneză, publicată postum în 1968). Schnitzler face în acest roman tabloul cel mai complet al societății evreilor asimilați din Frumoasa Epocă vieneză.
„Nici un roman de limbă germană nu a fost mai lucid decât Drum deschis în analiza crizei culturale și sociale pe care a cunoscut-o capitala austriacă în ajunul Primului Război mondial. Operă plină de emoție și de o subtilă psihologie când ne face să trăim jalnicul eșec al legăturii amoroase dintre Georg von Wergenthin și Anna Rosner, acest roman este și o mărturie capitală despre locul eminent al elitelor evreiești din Viena la începutul de secol XX. Înțelegem mai bine de ce, după Anschluss-ul din 1938 și Shoah, sufletul acestei metropole n-a mai putut să renască vreodată.”—Jacques Le Rider

## Opere selectate

### Piese de teatru
- 1892 Anatol
- 1894 Das Märchen
- 1895 Liebelei
- 1898 Freiwild
- 1899 Paracelsus
- 1899 Der grüne Kakadu
- 1899 Das Vermächtnis
- 1899 Die Gefährtin
- 1902 Lebendige Stunden
- 1903 Reigen (La Ronde)
- 1904 Der einsame Weg
- 1906 Zwischenspiel
- 1906 Der Ruf des Lebens
- 1909 Komtesse Mizzi oder Der Familientag
- 1910 Der junge Medardus
- 1911 Das weite Land
- 1912 Professor Bernhardi
- 1915 Komödie der Worte
- 1924 Komödie der Verführung

### Romane
- 1908 Drum deschis (Der Weg ins Freie)
- 1928 Tereza (Therese. Chronik eines Frauenlebens)
- 1901 Doamna Berta Garlan (Frau Berta Garlan)

### Nuvele
- 1984 Glorie târzie (Später Ruhm)
- 1895 Murind (Sterben)
- 1898 Femeia înțeleptului (Die Frau des Weisen)
- 1901 Locotenentul Gustl (Lieutnant Gustl)
- 1905 Die griechische Tänzerin
- 1912-1917 Zbor în întuneric (Flucht in die Finsternis)
- 1918 Întoarcerea lui Casanova (Casanovas Heimfahrt)
- 1924 Domnișoara Else (Fräulein Else)
- 1926 Între vise (Die Traumnovelle)
- 1927 Joc de cărți în zori (Spiel im Morgengrauen)

### Povestiri
- 1899 Der Sohn
- 1901 Der Schleier der Beatrice
- 1906 Marionetten
- 1907 Dämmereelen
- 1909 Der tapfere Kassian
- 1910 Der Schleier der Pierrette
- 1912 Masken und Wunder
- 1913 Frau Beate und ihr Sohn
- 1917 Doktor Gräsler, Badearzt
- 1917 Ich
- 1917 Fink und Fliederbusch
- 1919 Die Schwestern oder Casanova in Spanien
- 1924 Die dreifache Warnung
- 1925 Die Frau des Richters
- 1926 Der Gang zum Weiher
- 1930 Im Spiel der Sommerlüfte
- 1939 Über Krieg und Frieden
- 1966 Das Wort
- 1970 Zug der Schatten

### Memorii
- 1968 Jugend in Wien [O tinerețe vieneză], editat de Therese Nickl și Heinrich Schnitzler

## Studii
- William Johnston, Spiritul Vienei. O istorie intelectuală și socială 1848-1918, Polirom, Iași, 2000
- Jacques Le Rider, Modernitatea vieneză și crizele identității, Editura Universității “A.I.Cuza”, Iași, 1994

## Ecranizări
- 1929 Domnișoara Else (Fräulein Else), regia Paul Czinner
- 1933 Liebelei, regia Max Ophüls
- 1950 Caruselul (Der Reigen), regia Max Ophüls
- 1958 Christine, regia Pierre Gaspard-Huit, după Liebelei
- 1964 Caruselul (La Ronde), regia Roger Vadim
- 1999 Cu ochii larg închiși (Eyes Wide Shut), regia Stanley Kubrick, după Între vise / Traumnovelle
- 2013 Domnișoara Else, regia Anna Martinetz

Pentru filmul 360 (2011) structura piesei de teatru „Carusel” (Reigen) a servit ca inspirație.